# Зыряновский рудный район
Зыряновский рудный район — группа полиметаллических и медных месторождений в Восточно-Казахстанской области (Рудный Алтай). В 1791 году русский геолог Г.Зырянов впервые открыл здесь месторождение свинца. Добыча руды ведется с 1795 года. Самое крупное месторождение — Зыряновское. Имеются другие небольшие месторождения, которые относятся к разным генетическим и морфологическим типам. Ряд месторождений (Зыряновское, Путинцевское, Греховское, Богатыревское, Малеевское, Сажаевскoе и другие) связан с отложениями среднего девона (песчаники, алевролиты, сланцы, эффузивы, пироклатические породы). Эти породы слагают протяженный в широтном направлении Зыряновский антиклинорий. Рудные тела расположены вдоль антиклинория и залегают в пустотах между разломами и пластами в виде линз с пологим углом падения в отложениях Березовской и Маслянковской свит. Руды содержат цинк, свинец, медь. Запасы небольших месторождений (Буктырминское, Долинское и др.) незначительны, руды бедные.